# ブランチ (商業施設)

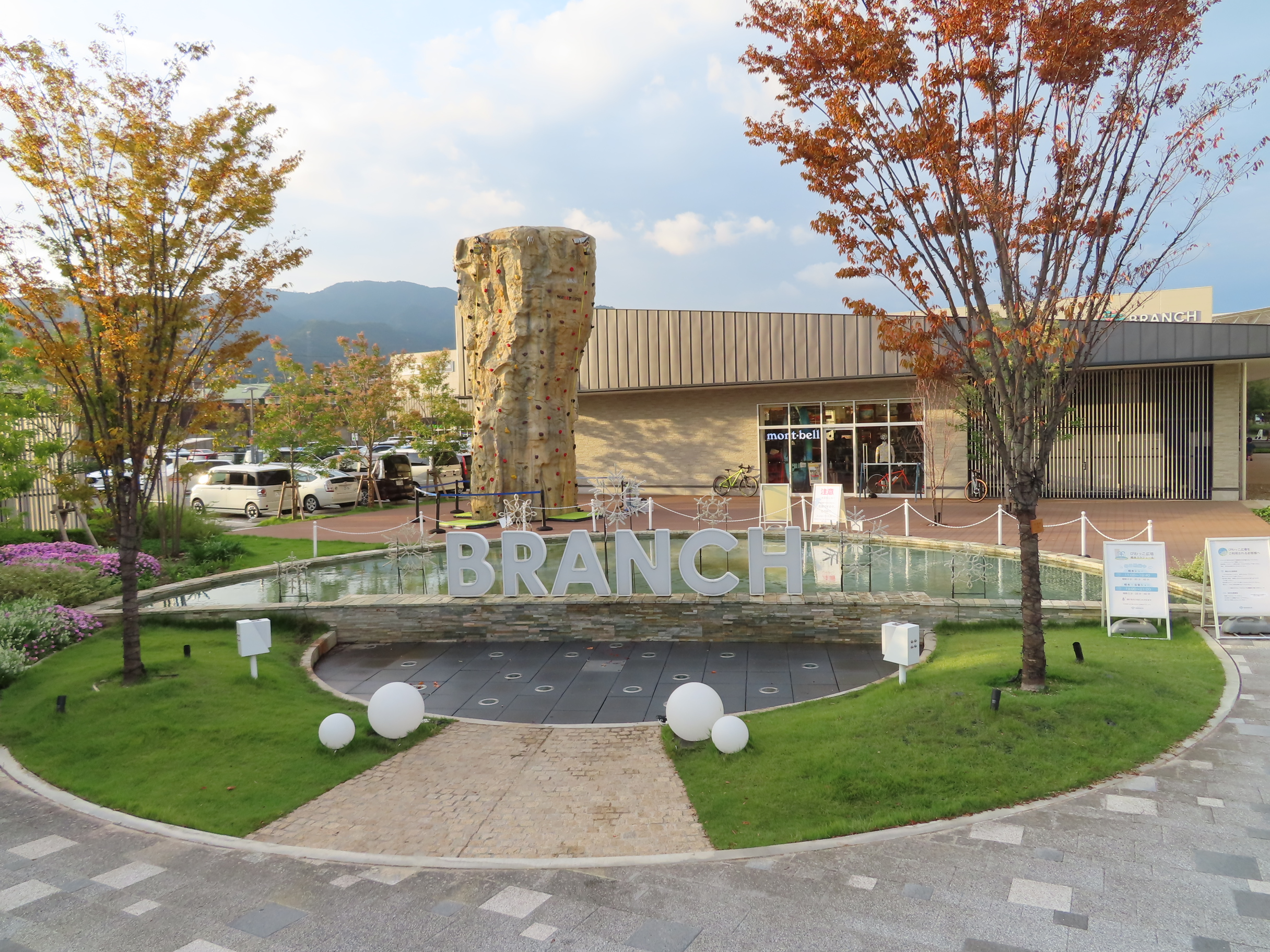
ブランチ（ブランチ大津京）

BRANCH（ブランチ）は、大和ハウスグループの大和リース株式会社が展開する商業施設のブランドである。
大和ハウスグループでリース、商業施設建築、運営を行う大和リースが「つどう、つながる、ひろがる」を運営している商業施設ブランド。BRANCH（ブランチ）は英語で樹の枝を表し、「樹の枝のように、人々の交流や地域コミュニティが成長していく拠点をめざして、緑のある居心地の良い空間、ワークショップやイベント開催にて地域のつながりを育んでいきます。」としている。また、公有地・公共施設等跡地の再開発計画において公募プロポーザルなどで事業者として選定され、複合商業施設として展開する物件が多いことを特徴とする。

## 概要
同社のショッピングセンターのブランドであるフレスポが郊外型商業施設、BiViが駅前立地の都市型商業施設（ファッションビル）であるのに対し、広い緑地や体験型施設、交流スペース等を設けるなどして「コミュニティ型」として差別化されている。
2013年に「BRANCH神戸学園都市」を開業したのを最初として全国各地で展開している。とりわけ2018年頃より出店が加速している。

## 施設一覧
| 施設名                       | 施設名                       | 所在地                     | 開業日                                             | 店舗数                                      | 敷地面積    | 延床面積    | 備考                                           |
| ---------------------------- | ---------------------------- | -------------------------- | -------------------------------------------------- | ------------------------------------------- | ----------- | ----------- | ---------------------------------------------- |
| ブランチ神戸学園都市         | ブランチ神戸学園都市         | 兵庫県神戸市小束山手       | 2013年12月6日                                      | 42店舗                                      | 18,156m2    | 20,059m2    |                                                |
| ブランチ茅ヶ崎               | ブランチ茅ヶ崎               | 神奈川県茅ヶ崎市浜見平     | 2015年4月1日                                       | 11テナント                                  | 7,070.46m2  | 7,777.55m2  | 浜見平地区複合施設整備事業                     |
|                              | 茅ヶ崎2                      | 神奈川県茅ヶ崎市浜見平     | 2017年3月1日                                       | 19店舗                                      | 9,713.52m2  | 17,478.37m2 | 浜見平地区複合施設整備事業                     |
|                              | 茅ヶ崎3                      | 神奈川県茅ヶ崎市浜見平     | 2021年10月29日                                     | 16店舗                                      | 6,099.3m2   | 5,184.06m2  | 浜見平地区複合施設整備事業                     |
| ブランチ仙台                 | EAST                         | 宮城県仙台市青葉区桜ヶ丘   | 2018年11月29日 （1期開業）                         | 5店舗                                       | 8,071.18m2  | 5,125.88m2  | 長命ヶ丘商業施設跡地                           |
| ブランチ仙台                 | WEST                         | 宮城県仙台市泉区長命ヶ丘   | 2019年4月25日 （2期開業）                          | 29店舗                                      | 10,593.56m2 | 15,992.30m2 | 長命ヶ丘商業施設跡地                           |
| ブランチ福岡下原             | ブランチ福岡下原             | 福岡県福岡市東区下原       | 2018年11月30日 （1期開業）                         | 31店舗                                      | 22,040.15m2 | 11,061.69m2 | 福岡市中央卸売市場東部市場跡地再開発           |
| ブランチ松井山手             | ブランチ松井山手             | 京都府京田辺市松井山手     | 2018年12月14日                                     | 32店舗                                      | 13,234.67m2 | 19,861.67m2 | 京阪東ローズタウン タウンプラザ跡地            |
| ブランチ岡山北長瀬           | ブランチ岡山北長瀬           | 岡山県岡山市北区北長瀬表町 | 2019年6月27日                                      | 45店舗                                      | 28,409.61m2 | 19,234.78m2 | 旧国鉄岡山操車場跡地                           |
| ブランチ札幌月寒             | ブランチ札幌月寒             | 北海道札幌市豊平区月寒     | 2019年7月19日 一部先行開業 2019年10月23日 全面開業 | 26店舗                                      | 44,173m2    | 15,300m2    | 北海道立産業共進会場跡地                       |
| ブランチ横浜南部市場         | ブランチ横浜南部市場         | 神奈川県横浜市金沢区鳥浜町 | 2019年9月20日                                      | 15店舗                                      | 34,719.81m2 | 20,431.13m2 | 旧横浜市中央卸売市場南部市場が民営転換した一部 |
| ブランチ大津京               | ブランチ大津京               | 滋賀県大津市二本松         | 2019年11月29日                                     | 42 店舗                                     | 49,698.21m2 | 25,450m2    | 大津びわこ競輪場跡地                           |
| ブランチ博多パピヨンガーデン | ブランチ博多パピヨンガーデン | 福岡県福岡市博多区千代     | 2020年3月13日                                      | 44店舗                                      | 44,458.71m2 | 20,573.02m2 | パピヨンプラザ建替えによる再開発               |
| ブランチ調布                 | ブランチ調布                 | 東京都調布市深大寺東町     | 2022年4月22日                                      | 9店舗（公共施設、コミュニティスペース含む） | 3944.24m2   | 9292.26m2   | 清掃工場「クリーンプラザふじみ」跡地           |
| ブランチ守谷                 | ブランチ守谷                 | 茨城県守谷市中央           | 2022年4月28日                                      |                                             |             |             |                                                |